# 福岡県道774号飯江長田線
福岡県道774号飯江長田線（ふくおかけんどう774ごう はえながたせん）は、福岡県みやま市を通る一般県道である。

## 概要
みやま市高田町飯江からみやま市瀬高町長田に至る。
以前は一部幅員の狭い区間があったが、バイパスの開通により解消された。

### 路線データ
- 起点：福岡県みやま市高田町飯江（福岡県道94号高田山川線交点、南筑後広域農道上）
- 終点：福岡県みやま市瀬高町長田（下長田交差点、国道209号交点）

## 歴史
- 2019年（平成31）3月29日 - 福岡県告示第259号により、尾野西交差点 - 赤坂交差点の経路が変更され、尾野西交差点 - 尾野交差点は南筑後広域農道、尾野交差点 - 赤坂交差点は国道443号の単独区間となる[2]。
- 2022年（令和4年）12月22日 - 大草工区開通[1]。
- 2023年（令和5年）3月24日 - 福岡県告示第177号により、大草工区の旧道の県道指定が解除される[3]。

## 路線状況
この路線は終始清水山などの山麓を通り、中程で九州自動車道 みやま柳川ICのそばを通る。みやま柳川ICおよび同市の清水寺や国指定名勝本坊庭園へのアクセス道路のひとつである。

### 重複区間
- 南筑後広域農道（みやま市高田町飯江（起点） - みやま市山川町尾野・尾野西交差点）

### 道路施設

#### 橋梁
- 河原内橋（大根川、みやま市）
- 貸町橋（みやま市）
- 本吉橋（みやま市）
- 女山橋（返済橋、みやま市）

## 地理

### 通過する自治体
- みやま市

### 交差する道路
| 交差する道路                                                          | 交差する場所 | 交差する場所 |
| --------------------------------------------------------------------- | ------------ | ------------ |
| 福岡県道94号高田山川線 南筑後広域農道 / オレンジロード 重複区間起点   | 高田町飯江   | 起点         |
| 国道443号 / 山川バイパス 南筑後広域農道 / オレンジロード 重複区間終点 | 山川町尾野   | 尾野西交差点 |
| 国道443号                                                             | 山川町尾野   | 赤坂交差点   |
| 福岡県道775号本吉小川線                                               | 瀬高町本吉   |              |
| 国道209号                                                             | 瀬高町長田   | 終点         |

### 沿線
- 野町郵便局
- 瀬高警察署 山川駐在所
- 八ちゃん堂本社・山川工場
- 清水寺
  - 本坊庭園、五百羅漢
- 清水山
  - 大観望、清水山キャンプ場、清水山荘
- 権現塚古墳
- みやま市立東山中学校